# Tenisové mistrovství USA mužů na antuce
Tenisové mistrovství USA mužů na antuce (anglicky U.S. Men's Clay Court Championships) je profesionální tenisový turnaj mužů každoročně hraný v texaském Houstonu, který byl založen v roce 1910. Na okruhu ATP Tour se od sezóny 2009 řadí do kategorie ATP Tour 250 a probíhá v River Oaks Country Clubu. Ve Spojených státech zůstal posledním antukovým turnajem mužů v této úrovni tenisu. 
V období 1970–1989 byl antukový šampionát součástí okruhu Grand Prix, mezi roky 1974–1977 jeho kategorie Super Series, předchůdkyně série Masters. Po vzniku okruhu ATP Tour v roce 1990 se začlenil do tohoto okruhu. V letech 1969–1986 se konal jako smíšený turnaj mužů a žen. 
Do soutěže dvouhry nastupuje dvacet osm hráčů a čtyřhry se účastní šestnáct párů. Nejvyšší počet sedmi singlových titulů získal americký tenista William Tilden, z toho v letech 1922–1927 šestkrát v řadě. 

## Historie
U.S. Men's Clay Court Championships byl založen v roce 1910 z iniciativy Západní lawn-tenisové asociace (Western Lawn Tennis Association), sekce Americké národní lawn-tenisové asociace, která usilovala o zvýšení atraktivity antukových turnajů na americkém západu. Požádala tak o zřízení národního mistrovství na tomto povrchu.  Antukové dvorce byly ekonomičtější na instalaci a údržbu než travnatý povrch. Nižší náklady spojené s výstavbou areálů vedly k předpokladu rychlejšího rozšíření tenisu.

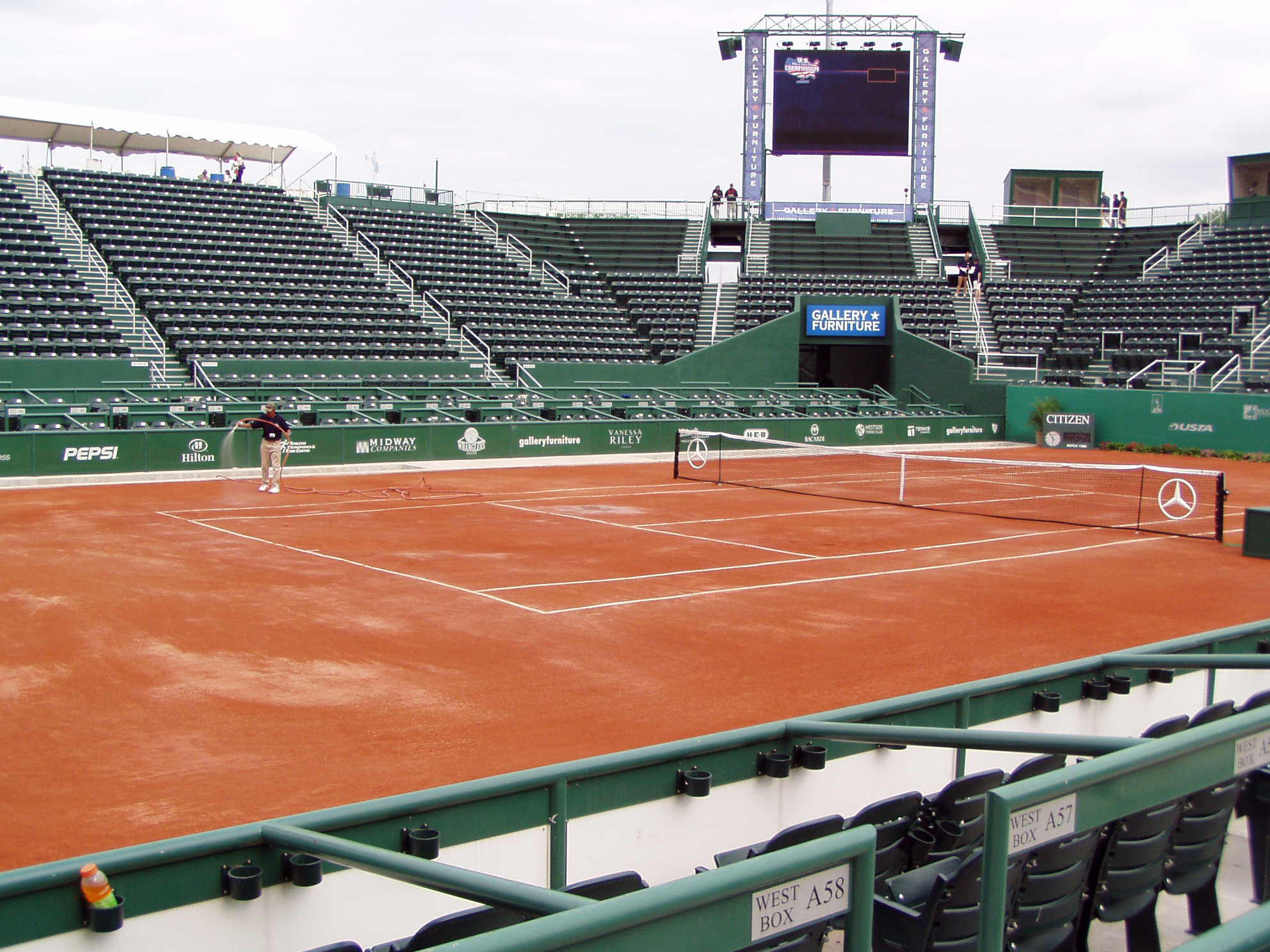
Centrkurt houstonského Westside Tennis Clubu, dějiště turnaje v letech 2001–2007

První ročník národního šampionátu se konal roku 1910 ve Field Clubu v nebraské Omaze. Finálová návštěva dosáhla výše pěti tisíc diváků. Nárůst účastníků a zájmu vedly v roce 1914 k přesunu do většího areálu v Cincinnati. Dějiště v následujících dekádách cirkulovala, než se hlavním místem konání stal roku 1948 illinoiský River Forest. S příchodem otevřené éry se turnaj v sezóně 1969 přestěhoval do Indianapolis v Indianě. V roce 2001 se místem konání stal texaský Houston, v jehož Westside Tennis Clubu probíhal šampionát do roku 2007. V sezóně 2008 jej nahradil houstonský River Oaks Country Club, když se antukové mistrovství sloučilo s turnajem River Oaks International Tennis Tournament, založeným v roce 1931. 
V období 1970–1989 byl turnaj součástí okruhu Grand Prix, mezi roky 1974–1977 jeho kategorie Super Series, předchůdkyně série Masters. Po vzniku okruhu ATP Tour v roce 1990 se antukové mistrovství USA zařadilo do tohoto okruhu. V letech 1969–1986 probíhalo jako kombinovaný turnaj mužů a žen. V sezóně 2024 sehráli vítězný Ben Shelton a poražený Frances Tiafoe první singlové finále dvou Afroameričanů v otevřené éře tenisu. Ročník 2025 ovládl Američan Jenson Brooksby, jenž musel jako 507. hráč žebříčku obdržet divokou kartu již do kvalifikace. První trofejí se na okruhu ATP Tour stal třetím nejníže postaveným vítězem a vůbec nejníže postaveným šampionem na antuce.

## Přehled finále

### Dvouhra
| Rok  | místo konání                  | vítěz                          | finalista                      | výsledek                       |
| ---- | ----------------------------- | ------------------------------ | ------------------------------ | ------------------------------ |
| 1910 | Omaha, Nebraska               | Melville H. Long               | Walter Merrill Hall            | 6–0, 6–1, 6–1                  |
| 1911 | Omaha, Nebraska               | Walter T. Hayes                | Percy D. Siverd                | 7–5, 6–2, 6–1                  |
| 1912 | Pittsburgh, Pensylvánie       | Richard N. Williams            | Walter T. Hayes                | 6–3, 6–1, 8–6                  |
| 1913 | Omaha, Nebraska               | John R. Strachan               | Walter Merrill Hall            | 6–0, 6–4, 4–6, 6–4             |
| 1914 | Cincinnati, Ohio              | Clarence Griffin               | Elia Fottrell                  | 3–6, 6–8, 8–6, 6–0, 6–2        |
| 1915 | Pittsburgh, Pensylvánie       | Richard N. Williams (2)        | Clarence Griffin               | diskvalifikace                 |
| 1916 | Cleveland, Ohio               | Willis E. Davis                | Conrad B. Doyle                | 6–2, 7–5, 6–3                  |
| 1917 | Cleveland, Ohio               | Samuel Hardy                   | Charles Garland                | 3–6, 6–1, 6–3, 6–3             |
| 1918 | Chicago, Illinois             | Bill Tilden                    | Charles Garland                | 6–4, 6–4, 3–6, 6–2             |
| 1919 | Chicago, Illinois             | William Johnston               | Bill Tilden                    | 6–0, 6–1, 4–6, 6–2             |
| 1920 | Chicago, Illinois             | Roland Roberts                 | Vincent Richards               | 6–3, 6–1, 6–3                  |
| 1921 | Chicago, Illinois             | Walter T. Hayes (2)            | Alexander Squair               | 6–0, 6–2, 6–4                  |
| 1922 | Indianapolis, Indiana         | Bill Tilden (2)                | Zenzo Šimizu                   | 7–5, 6–3, 6–1                  |
| 1923 | Indianapolis, Indiana         | Bill Tilden (3)                | Manuel Alonso                  | 6–2, 6–8, 6–1, 7–5             |
| 1924 | St. Louis, Missouri           | Bill Tilden (4)                | Harvey Snodgrass               | 6–2, 6–1, 6–1                  |
| 1925 | St. Louis, Missouri           | Bill Tilden (5)                | George Lott                    | 3–6, 6–3, 2–6, 6–2, 8–6        |
| 1926 | Detroit, Michigan             | Bill Tilden (6)                | Brian I. C. Norton             | diskvalifikace                 |
| 1927 | Detroit, Michigan             | Bill Tilden (7)                | John F. Hennessey              | 6–4, 6–1, 6–2                  |
| 1928 | nehráno                       | nehráno                        | nehráno                        | nehráno                        |
| 1929 | Indianapolis, Indiana         | Emmett Paré                    | J. Gilbert Hall                | 6–4, 6–3, 4–6, 3–6, 6–1        |
| 1930 | Kansas City, Missouri         | Bryan Grant                    | Wilbur Coen                    | 6–2, 6–4, 6–2                  |
| 1931 | St. Louis, Missouri           | Ellsworth Vines                | Keith Gledhill                 | 6–3, 6–3, 6–3                  |
| 1932 | Memphis, Tennessee            | George Lott                    | Bryan Grant                    | 3–6, 6–2, 3–6, 6–3, 6–3        |
| 1933 | Chicago, Illinois             | Frank Parker                   | Gene Mako                      | 6–3, 6–3, 6–3                  |
| 1934 | Chicago, Illinois             | Bryan Grant (2)                | Donald Budge                   | 6–2, 8–6, 6–3                  |
| 1935 | Chicago, Illinois             | Bryan Grant (3)                | Frank Parker                   | 4–6, 6–1, 3–6, 6–3, 6–0        |
| 1936 | River Forest, Illinois        | Bobby Riggs                    | Frank Parker                   | 6–1, 6–8, 6–4                  |
| 1937 | Chicago, Illinois             | Bobby Riggs (2)                | Joe Hunt                       | 6–3, 4–6, 6–3, 6–4             |
| 1938 | River Forest, Illinois        | Bobby Riggs (3)                | Gardnar Mulloy                 | 6–4, 5–7, 4–6, 6–1, 7–5        |
| 1939 | Chicago, Illinois             | Frank Parker (2)               | Gardnar Mulloy                 | 6–3, 6–0, 5–7, 6–1             |
| 1940 | Chicago, Illinois             | Donald McNeill                 | Bobby Riggs                    | 6–1, 6–4, 6–8, 6–3             |
| 1941 | River Forest, Illinois        | Frank Parker (3)               | Bobby Riggs                    | 6–3, 7–5, 6–8, 4–6, 6–3        |
| 1942 | St. Louis, Missouri           | Seymour Greenberg              | Harris Everett                 | 5–7, 7–5, 7–9, 7–5             |
| 1943 | Detroit, Michigan             | Seymour Greenberg (2)          | William Talbert                | 6–1, 4–6, 6–3, 6–3             |
| 1944 | Detroit, Michigan             | Pancho Segura                  | William Talbert                | 6–3, 2–6, 7–5, 6–3             |
| 1945 | Chicago, Illinois             | William Talbert                | Pancho Segura                  | 6–4, 4–6, 6–2, 2–6, 6–2        |
| 1946 | River Forest, Illinois        | Frank Parker (4)               | William Talbert                | 6–4, 6–4, 6–2                  |
| 1947 | Salt Lake City, Utah          | Frank Parker (5)               | Ted Schroeder                  | 8–6, 6–2, 6–4                  |
| 1948 | River Forest, Illinois        | Pancho Gonzalez                | Nick Carter                    | 7–5, 6–2, 6–3                  |
| 1949 | River Forest, Illinois        | Pancho Gonzalez (2)            | Frank Parker                   | 6–1, 3–6, 8–6, 6–3             |
| 1950 | River Forest, Illinois        | Herbert Flam                   | Ted Schroeder                  | 6–1, 6–2, 6–2                  |
| 1951 | River Forest, Illinois        | Tony Trabert                   | Arthur Larsen                  | 6–8, 2–6, 6–4, 6–3, 8–6        |
| 1952 | River Forest, Illinois        | Arthur Larsen                  | Richard Savitt                 | 4–6, 6–4, 6–2, 6–4             |
| 1953 | River Forest, Illinois        | Vic Seixas                     | Hamilton Richardson            | 6–2, 6–4, 6–3                  |
| 1954 | River Forest, Illinois        | Bernard Bartzen                | Tony Trabert                   | 6–4, 4–6, 6–0, 6–2             |
| 1955 | Atlanta, Georgie              | Tony Trabert (2)               | Bernard Bartzen                | 10–8, 6–1, 6–4                 |
| 1956 | River Forest, Illinois        | Herbert Flam                   | Edward Moylan                  | 3–6, 6–3, 1–6, 6–3, 6–3        |
| 1957 | River Forest, Illinois        | Vic Seixas (2)                 | Herbert Flam                   | 1–6, 8–6, 6–1, 6–3             |
| 1958 | River Forest, Illinois        | Bernard Bartzen (2)            | Sam Giammalva                  | 3–6, 7–5, 6–2, 6–2             |
| 1959 | River Forest, Illinois        | Bernard Bartzen (3)            | Whitney Reed                   | 6–0, 8–6, 9–7                  |
| 1960 | River Forest, Illinois        | Barry MacKay                   | Bernard Bartzen                | 4–6, 7–5, 6–4, 6–0             |
| 1961 | River Forest, Illinois        | Bernard Bartzen                | Donald Dell                    | 6–1, 2–6, 6–2, 6–0             |
| 1962 | Chicago, Illinois             | Chuck McKinley                 | Fred Stolle                    | 6–3, 8–6, 6–4                  |
| 1963 | River Forest, Illinois        | Chuck McKinley (2)             | Dennis Ralston                 | 6–2, 6–2, 6–4                  |
| 1964 | River Forest, Illinois        | Dennis Ralston                 | Chuck McKinley                 | 6–2, 6–2, 6–1                  |
| 1965 | River Forest, Illinois        | Dennis Ralston (2)             | Cliff Richey                   | 6–4, 4–6, 6–4, 6–3             |
| 1966 | Milwaukee, Wisconsin          | Cliff Richey                   | Frank Froehling                | 13–11, 6–1, 6–3                |
| 1967 | Milwaukee, Wisconsin          | Arthur Ashe                    | Marty Riessen                  | 4–6, 6–3, 6–1, 7–5             |
| 1968 | Milwaukee, Wisconsin          | Clark Graebner                 | Stan Smith                     | 6–3, 7–5, 6–0                  |
| 1969 | Indianapolis, Indiana         | Željko Franulović              | Arthur Ashe                    | 8–6, 6–3, 6–4                  |
| 1970 | Indianapolis, Indiana         | Cliff Richey (2)               | Stan Smith                     | 6–2, 10–8, 3–6, 6–1            |
| 1971 | Indianapolis, Indiana         | Željko Franulović (2)          | Cliff Richey                   | 6–3, 6–4, 0–6, 6–3             |
| 1972 | Indianapolis, Indiana         | Bob Hewitt                     | Jimmy Connors                  | 7–6, 6–1, 6–2                  |
| 1973 | Indianapolis, Indiana         | Manuel Orantes                 | Georges Goven                  | 6–4, 6–1, 6–4                  |
| 1974 | Indianapolis, Indiana         | Jimmy Connors                  | Björn Borg                     | 5–7, 6–3, 6–4                  |
| 1975 | Indianapolis, Indiana         | Manuel Orantes (2)             | Arthur Ashe                    | 6–2, 6–2                       |
| 1976 | Indianapolis, Indiana         | Jimmy Connors (2)              | Wojciech Fibak                 | 6–2, 6–4                       |
| 1977 | Indianapolis, Indiana         | Manuel Orantes (3)             | Jimmy Connors                  | 6–1, 6–3                       |
| 1978 | Indianapolis, Indiana         | Jimmy Connors (3)              | José Higueras                  | 7–5, 6–1                       |
| 1979 | Indianapolis, Indiana         | Jimmy Connors (4)              | Guillermo Vilas                | 6–1, 2–6, 6–4                  |
| 1980 | Indianapolis, Indiana         | José Luis Clerc                | Mel Purcell                    | 7–5, 6–3                       |
| 1981 | Indianapolis, Indiana         | José Luis Clerc (2)            | Ivan Lendl                     | 4–6, 6–4, 6–2                  |
| 1982 | Indianapolis, Indiana         | José Higueras                  | Jimmy Arias                    | 7–5, 5–7, 6–3                  |
| 1983 | Indianapolis, Indiana         | Jimmy Arias                    | Andrés Gómez                   | 6–4, 2–6, 6–4                  |
| 1984 | Indianapolis, Indiana         | Andrés Gómez                   | Balázs Taróczy                 | 6–0, 7–6                       |
| 1985 | Indianapolis, Indiana         | Ivan Lendl                     | Andrés Gómez                   | 6–1, 6–3                       |
| 1986 | Indianapolis, Indiana         | Andrés Gómez (2)               | Thierry Tulasne                | 6–4, 7–6                       |
| 1987 | Indianapolis, Indiana         | Mats Wilander                  | Kent Carlsson                  | 7–5, 6–3                       |
| 1988 | Charleston, Jižní Karolína    | Andre Agassi                   | Jimmy Arias                    | 6–2, 6–2                       |
| 1989 | Charleston, Jižní Karolína    | Jay Berger                     | Lawson Duncan                  | 6–4, 6–3                       |
| 1990 | Kiawah Island, Jižní Karolína | David Wheaton                  | Mark Kaplan                    | 6–4, 6–4                       |
| 1991 | Charlotte, Severní Karolína   | Jaime Yzaga                    | Jimmy Arias                    | 6–3, 7–5                       |
| 1992 | Charlotte, Severní Karolína   | MaliVai Washington             | Claudio Mezzadri               | 6–3, 6–3                       |
| 1993 | Charlotte, Severní Karolína   | Horacio de la Peña             | Jaime Yzaga                    | 3–6, 6–3, 6–4                  |
| 1994 | Birmingham, Alabama           | Jason Stoltenberg              | Gabriel Markus                 | 6–3, 6–4                       |
| 1995 | Pinehurst, Severní Karolína   | Thomas Enqvist                 | Javier Frana                   | 6–3, 3–6, 6–3                  |
| 1996 | Pinehurst, Severní Karolína   | Fernando Meligeni              | Mats Wilander                  | 6–4, 6–2                       |
| 1997 | Orlando, Florida              | Michael Chang                  | Grant Stafford                 | 4–6, 6–2, 6–1                  |
| 1998 | Orlando, Florida              | Jim Courier                    | Michael Chang                  | 7–5, 3–6, 7–5                  |
| 1999 | Orlando, Florida              | Magnus Norman                  | Guillermo Cañas                | 6–0, 6–3                       |
| 2000 | Orlando, Florida              | Fernando González              | Nicolás Massú                  | 6–2, 6–3                       |
| 2001 | Houston, Texas                | Andy Roddick                   | Hyung-Taik Lee                 | 7–5, 6–3                       |
| 2002 | Houston, Texas                | Andy Roddick (2)               | Pete Sampras                   | 7–6(11–9), 6–3                 |
| 2003 | Houston, Texas                | Andre Agassi (2)               | Andy Roddick                   | 3–6, 6–3, 6–4                  |
| 2004 | Houston, Texas                | Tommy Haas                     | Andy Roddick                   | 6–3, 6–4                       |
| 2005 | Houston, Texas                | Andy Roddick (3)               | Sébastien Grosjean             | 6–2, 6–2                       |
| 2006 | Houston, Texas                | Mardy Fish                     | Jürgen Melzer                  | 3–6, 6–4, 6–3                  |
| 2007 | Houston, Texas                | Ivo Karlović                   | Mariano Zabaleta               | 6–4, 6–1                       |
| 2008 | Houston, Texas                | Marcel Granollers              | James Blake                    | 6–4, 1–6, 7–5                  |
| 2009 | Houston, Texas                | Lleyton Hewitt                 | Wayne Odesnik                  | 6–2, 7–5                       |
| 2010 | Houston, Texas                | Juan Ignacio Chela             | Sam Querrey                    | 5–7, 6–4, 6–3                  |
| 2011 | Houston, Texas                | Ryan Sweeting                  | Kei Nišikori                   | 6–4, 7–6(7–3)                  |
| 2012 | Houston, Texas                | Juan Mónaco                    | John Isner                     | 6–2, 3–6, 6–3                  |
| 2013 | Houston, Texas                | John Isner                     | Nicolás Almagro                | 6–3, 7–5                       |
| 2014 | Houston, Texas                | Fernando Verdasco              | Nicolás Almagro                | 6–3, 7–6(7–4)                  |
| 2015 | Houston, Texas                | Jack Sock                      | Sam Querrey                    | 7–6(11–9), 7–6(7–2)            |
| 2016 | Houston, Texas                | Juan Mónaco (2)                | Jack Sock                      | 3–6, 6–3, 7–5                  |
| 2017 | Houston, Texas                | Steve Johnson                  | Thomaz Bellucci                | 6–4, 4–6, 7–6(7–5)             |
| 2018 | Houston, Texas                | Steve Johnson (2)              | Tennys Sandgren                | 7–6(7–2), 2–6, 6–4             |
| 2019 | Houston, Texas                | Cristian Garín                 | Casper Ruud                    | 7–6(7–4), 4–6, 6–3             |
| 2020 | Houston, Texas                | nehráno pro pandemii covidu-19 | nehráno pro pandemii covidu-19 | nehráno pro pandemii covidu-19 |
| 2021 | Houston, Texas                | nehráno pro pandemii covidu-19 | nehráno pro pandemii covidu-19 | nehráno pro pandemii covidu-19 |
| 2022 | Houston, Texas                | Reilly Opelka                  | John Isner                     | 6–3, 7–6(9–7)                  |
| 2023 | Houston, Texas                | Frances Tiafoe                 | Tomás Martín Etcheverry        | 7–6(7–1), 7–6(8–6)             |
| 2024 | Houston, Texas                | Ben Shelton                    | Frances Tiafoe                 | 7–5, 4–6, 6–3                  |
| 2025 | Houston, Texas                | Jenson Brooksby                | Frances Tiafoe                 | 6–4, 6–2                       |

### Čtyřhra
| Rok  | vítězové                             | finalisté                                | výsledek                       |
| ---- | ------------------------------------ | ---------------------------------------- | ------------------------------ |
| 1970 | Arthur Ashe Clark Graebner           | Ilie Năstase Ion Țiriac                  | 2–6, 6–4, 6–4                  |
| 1971 | Željko Franulović Jan Kodeš          | Clark Graebner Erik van Dillen           | 7–6, 5–7, 6–3                  |
| 1972 | Bob Hewitt Frew McMillan             | Patricio Cornejo Jaime Fillol            | 6–2, 6–3                       |
| 1973 | Bob Carmichael Frew McMillan         | Manuel Orantes Ion Țiriac                | 6–3, 6–4                       |
| 1974 | Jimmy Connors Ilie Năstase           | Jürgen Fassbender Hans-Jürgen Pohmann    | 6–7, 6–3, 6–4                  |
| 1975 | Juan Gisbert Manuel Orantes          | Wojciech Fibak Hans-Jürgen Pohmann       | 7–5, 6–0                       |
| 1976 | Brian Gottfried Raúl Ramírez         | Fred McNair Sherwood Stewart             | 6–2, 6–2                       |
| 1977 | Patricio Cornejo Jaime Fillol        | Dick Crealy Cliff Letcher                | 6–7, 6–4, 6–3                  |
| 1978 | Gene Mayer Hank Pfister              | Jeff Borowiak Chris Lewis                | 6–3, 6–1                       |
| 1979 | Gene Mayer John McEnroe              | Jan Kodeš Tomáš Šmíd                     | 6–4, 7–6                       |
| 1980 | Kevin Curren Steve Denton            | Wojciech Fibak Ivan Lendl                | 3–6, 7–6, 6–4                  |
| 1981 | Kevin Curren Steve Denton            | Raúl Ramírez Van Winitsky                | 6–3, 5–7, 7–5                  |
| 1982 | Sherwood Stewart Ferdi Taygan        | Robbie Venter Blaine Willenborg          | 6–4, 7–5                       |
| 1983 | Mark Edmondson Sherwood Stewart      | Carlos Kirmayr Cássio Motta              | 6–3, 6–2                       |
| 1984 | Ken Flach Robert Seguso              | Heinz Günthardt Balázs Taróczy           | 7–6, 7–5                       |
| 1985 | Ken Flach Robert Seguso              | Pavel Složil Kim Warwick                 | 6–4, 6–4                       |
| 1986 | Andrés Gómez Hans Gildemeister       | John Fitzgerald Sherwood Stewart         | 6–4, 6–3                       |
| 1987 | Laurie Warder Blaine Willenborg      | Joakim Nyström Mats Wilander             | 6–0, 6–3                       |
| 1988 | Pieter Aldrich Danie Visser          | Jorge Lozano Todd Witsken                | 7–6, 6–3                       |
| 1989 | Mikael Pernfors Tobias Svantesson    | Agustín Moreno Jaime Yzaga               | 6–4, 4–6, 7–5                  |
| 1990 | Scott Davis David Pate               | Jim Grabb Leonardo Lavalle               | 6–2, 6–3                       |
| 1991 | Rick Leach Jim Pugh                  | Bret Garnett Greg Van Emburgh            | 6–3, 2–6, 6–3                  |
| 1992 | Steve DeVries David Macpherson       | Bret Garnett Jared Palmer                | 6–4, 7–6                       |
| 1993 | Rikard Bergh Trevor Kronemann        | Javier Frana Leonardo Lavalle            | 6–1, 6–2                       |
| 1994 | Todd Woodbridge Mark Woodforde       | Jared Palmer Richey Reneberg             | 6–2, 3–6, 6–3                  |
| 1995 | Mark Woodforde Todd Woodbridge       | Alex O'Brien Sandon Stolle               | 6–2, 6–4                       |
| 1996 | Pat Cash Patrick Rafter              | Ken Flach David Wheaton                  | 6–2, 6–3                       |
| 1997 | Mark Merklein Vince Spadea           | Alex O'Brien Jeff Salzenstein            | 6–4, 4–6, 6–4                  |
| 1998 | Grant Stafford Kevin Ullyett         | Michael Tebbutt Mikael Tillström         | 4–6, 6–4, 7–5                  |
| 1999 | Jim Courier Todd Woodbridge          | Bob Bryan Mike Bryan                     | 7–6(7–4), 6–4                  |
| 2000 | Leander Paes Jan Siemerink           | Justin Gimelstob Sébastien Lareau        | 6–3, 6–4                       |
| 2001 | Maheš Bhúpatí Leander Paes           | Kevin Kim Jim Thomas                     | 7–6(7–4), 6–2                  |
| 2002 | Mardy Fish Andy Roddick              | Jan-Michael Gambill Graydon Oliver       | 6–4, 6–4                       |
| 2003 | Mark Knowles Daniel Nestor           | Jan-Michael Gambill Graydon Oliver       | 6–4, 6–3                       |
| 2004 | Richey Reneberg Christo van Rensburg | Brian MacPhie David Witt                 | 2–6, 6–3, 6–2                  |
| 2005 | Mark Knowles Daniel Nestor           | Martín García Luis Horna                 | 6–3, 6–4                       |
| 2006 | Michael Kohlmann Alexander Waske     | Julian Knowle Jürgen Melzer              | 5–7, 6–4, 10–5                 |
| 2007 | Bob Bryan Mike Bryan                 | Mark Knowles Daniel Nestor               | 7–6(7–3), 6–4                  |
| 2008 | Ernests Gulbis Rainer Schüttler      | Pablo Cuevas Marcel Granollers           | 7–5, 7–6(7–3)                  |
| 2009 | Bob Bryan Mike Bryan                 | Jesse Levine Ryan Sweeting               | 6–1, 6–2                       |
| 2010 | Bob Bryan Mike Bryan                 | Stephen Huss Wesley Moodie               | 6–3, 7–5                       |
| 2011 | Bob Bryan Mike Bryan                 | John Isner Sam Querrey                   | 6–7, 6–2, [10–5]               |
| 2012 | James Blake Sam Querrey              | Treat Conrad Huey Dominic Inglot         | 7–6(16–14), 6–4                |
| 2013 | Jamie Murray John Peers              | Bob Bryan Mike Bryan                     | 1–6, 7–6(7–3), [12–10]         |
| 2014 | Bob Bryan Mike Bryan                 | David Marrero Fernando Verdasco          | 4–6, 6–4, [11–9]               |
| 2015 | Ričardas Berankis Teimuraz Gabašvili | Treat Conrad Huey Scott Lipsky           | 6–4, 6–4                       |
| 2016 | Bob Bryan Mike Bryan                 | Víctor Estrella Burgos Santiago González | 4–6, 6–3, [10–8]               |
| 2017 | Julio Peralta Horacio Zeballos       | Dustin Brown Frances Tiafoe              | 4–6, 7–5, [10–6]               |
| 2018 | Max Mirnyj Philipp Oswald            | Andre Begemann Antonio Šančić            | 6–7(2–7), 6–4, [11–9]          |
| 2019 | Santiago González Ajsám Kúreší       | Ken Skupski Neal Skupski                 | 3–6, 6–4, [10–6]               |
| 2020 | nehráno pro pandemii covidu-19       | nehráno pro pandemii covidu-19           | nehráno pro pandemii covidu-19 |
| 2021 | nehráno pro pandemii covidu-19       | nehráno pro pandemii covidu-19           | nehráno pro pandemii covidu-19 |
| 2022 | Matthew Ebden Max Purcell            | Ivan Sabanov Matej Sabanov               | 6–3, 6–3                       |
| 2023 | Max Purcell Jordan Thompson          | Julian Cash Henry Patten                 | 4-6, 6–4, [10–5]               |
| 2024 | Max Purcell Jordan Thompson          | William Blumberg John Peers              | 7–5, 6–1                       |
| 2025 | Fernando Romboli John-Patrick Smith  | Federico Agustín Gómez Santiago González | 6–1, 6–4                       |

## Rekordy v otevřené éře tenisu
| Dvouhra                  | Dvouhra  | Dvouhra                          |
| Rekord                   | Rekord   | držitelé rekordu                 |
| ------------------------ | -------- | -------------------------------- |
| Nejvíce titulů           | 4        | Jimmy Connors                    |
| Nejvíce vyhraných zápasů | 36       | Jimmy Connors                    |
| Nejmladší vítěz          | 18 let   | Andre Agassi (1988)              |
| Nejstarší vítěz          | 32 let   | Andre Agassi (2003)              |
| Nejvýše postavený vítěz  | 1. ATP   | Jimmy Connors (1974, 1976, 1978) |
| Nejníže postavený vítěz  | 507. ATP | Jenson Brooksby (2025)           |
| Čtyřhra                  |          |                                  |
| Nejvíce titulů           | 6        | Bob Bryan Mike Bryan             |